# Medac (entreprise)

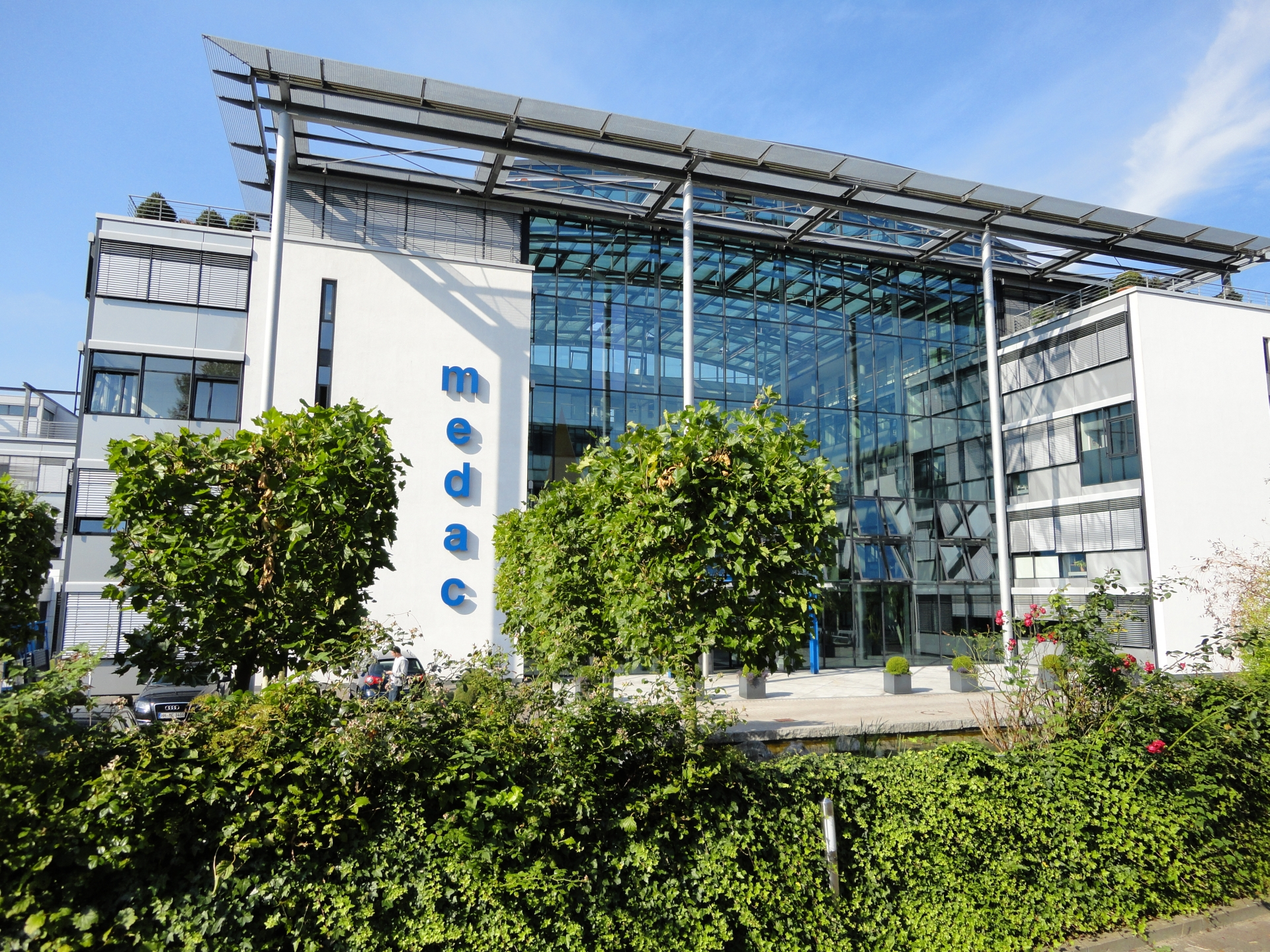
Siège du groupe (à Wedel, Allemagne)

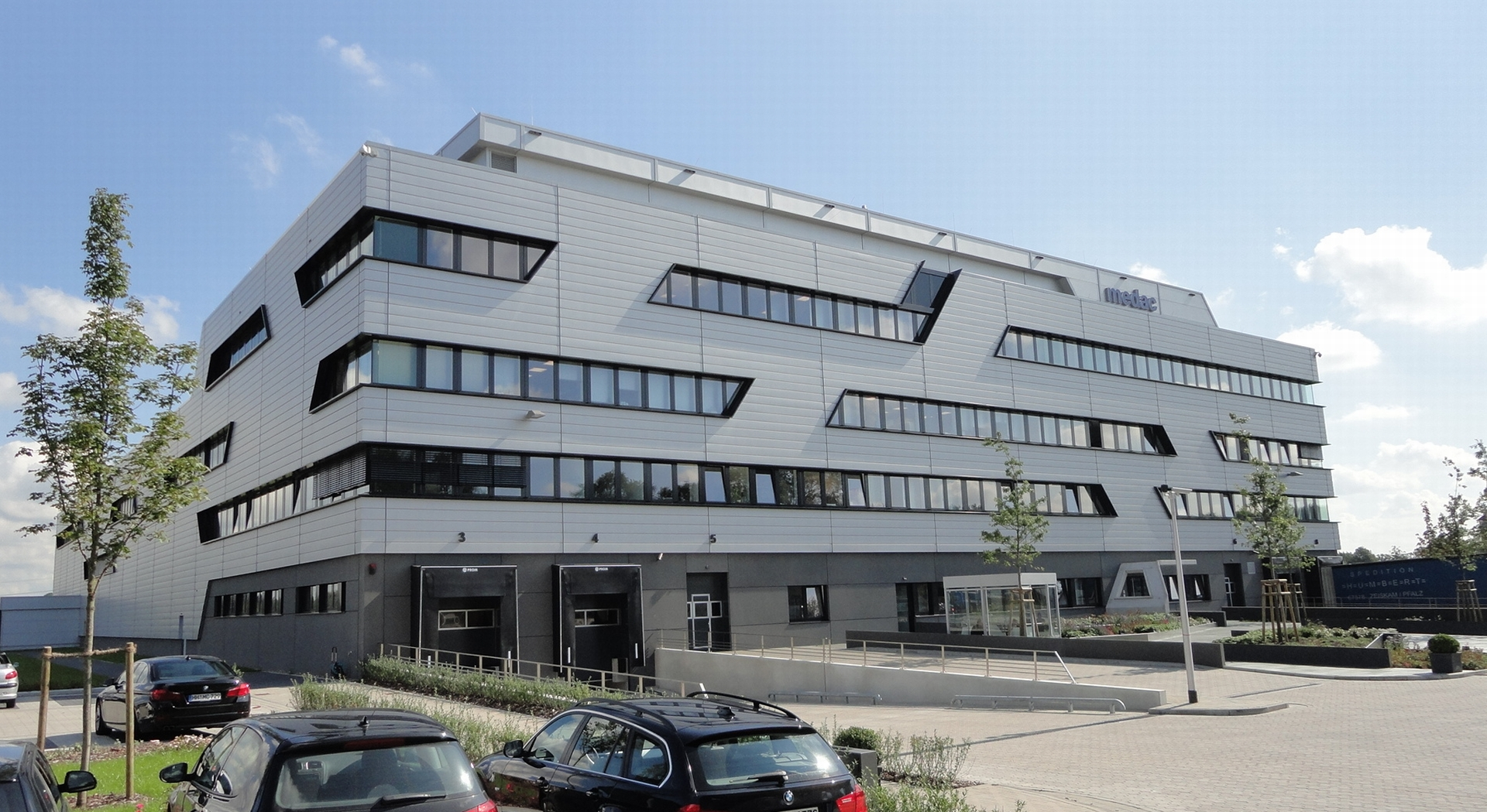
Centre logistique de Medac à Tornesch

Le groupe Medac (les laboratoires Medac ou Medac GmbH) est une société allemande privée basée à Wedel et Tornesch, opérant dans l'Industrie pharmaceutique. 

## Historique
Le groupe Medac GmbH, société spécialisée dans les préparations cliniques spéciales, a été fondée en avril 1970 à Hambourg par Wilfried Mohr, Claus-Olaf Welding, le Dr Werner Mai et Ernst Voss. 
Leur objectif était de produire des préparations de coagulation et de produire des médicaments fibrinolytiques, thrombolytiques.
Ils ont ensuite commencé à commercialiser des produits de diagnostic (anticorps). 
Peu de temps après, Medac s'est concentré sur l'oncologie de la zone d'indication et a commencé à commercialiser la préparation pharmaceutique Mitomycine C,.
Aujourd'hui, la société fournit plus de 50 composés utilisés pour traiter les cancers, dans une gamme variée de formes d'administration
À la fin des années 1980, le groupe commence aussi à produire des traitements contre les maladies auto-immunes. Medac fournit notamment le méthotrexate (antagoniste de l'acide folique pour le traitement de la polyarthrite rhumatoïde, sous plusieurs formes posologiques).

## Activité
Le groupe Medac s'est spécialisé dans les domaines suivants :
- production de médicaments ciblant les maladies oncologiques, urologiques et auto-immunes et/ou leurs symptômes associés (dont le BCG maintenant utilisé contre certains cancers, périodiquement en pénurie[6])
- les thérapies pour la fibrinolyse
- les agents de test pour le diagnostic des infections et cancers (Oxaliplatine...) : plus de 40 diagnostics d'infection. Le groupe produit des tests sérologiques pour les infections bactériennes et virales (détection d'anticorps), des moyens de détection directe par PCR pour les bactéries, les champignons et les virus. 
Medac fournit aussi des solutions de réactifs pour la différenciation tissulaire des échantillons de tumeurs [7].

Ses usines produisent des médicaments génériques ou propriété du groupe, ciblant des niches thérapeutiques (par exemple Gliolan approuvé par l'EMA).

### Filiales
La société détient 50% de deux filiales :
1. Oncotec GmbH à Dessau en Allemagne
2. Oncomed manufacturing a.s. basé à Brno (République tchèque), pour la production de produits pharmaceutiques stériles ciblant les cytostatiques [8]